# Werner Schmitt
Werner Schmitt (* um 1953 in Mainz) ist ein deutscher Jazz- und Unterhaltungsmusiker (Schlagzeug).

## Leben und Wirken
Schmitt begann früh zu trommeln. Nach eigener Erzählung lief er bereits als Vierjähriger mit einer geschenkten Trommel um den Weihnachtsbaum. Er kaufte sich sein erstes Schlagzeug vom Ersparten. Mit elf Jahren kam es zum ersten Auftritt. Nach einer Ausbildung zum Notenstecher beim Schott-Verlag zog er 1974 nach München, um bis 1978 am damaligen Richard-Strauss-Konservatorium bei Arnold F. Riedhammer und anderen zu studieren.
Während des Studiums spielte Schmitt zeitweilig bei Sahara. Er arbeitete dann als Schlagwerker und Paukist der Münchner Philharmoniker. Von 1987 bis 2016 gehörte er zum Orchester Hugo Strasser, mit dem er zahlreiche Alben und Studioproduktionen einspielte. Daneben trat er mit dem Thomas Fink Trio, den Hugo Strasser Hot Five, dem NDR Pops Orchestra sowie lokalen und eigenen Bands in verschiedensten Genres (Rock, Jazz, Funk, Latin, Folk) auf. Weiterhin arbeitete er mit Dusko Goykovich, Ernie Watts, Sylvia Vrethammar, Bibi Johns, Bill Ramsey, Thilo Wolf, Wolfgang Schlüter, Peter Thomas und Ack van Rooyen. Auf Tourneen begleitete er Donna Hightower, Udo Jürgens, Peter Horton, Edo Zanki, Katja Ebstein und Ute Lemper. Er ist auch auf Alben des L.A. Concert Jazz Orchestra (Murdering The Classics), von Zipflo Reinhardt sowie Koono & Kitty Winter zu hören.
Seit 1992 war Schmitt als Dozent am Richard-Strauss-Konservatorium der Stadt München tätig; seit 2008 als Hauptfach-Dozent an der Hochschule für Musik und Theater im Jazzstudiengang. Sein Lehrbuch Big Band Ball Room Drumming erschien 2014 im Voggenreiter Verlag.